# Belža
Belža (in ungherese Bölzse) è un comune della Slovacchia facente parte del distretto di Košice-okolie, nella regione di Košice.